# Operação Donnerkeil
A Operação Donnerkeil foi o codinome de uma operação militar alemã na Segunda Guerra Mundial, em fevereiro de 1942, concebida como uma operação de superioridade aérea para apoiar a Kriegsmarine na Operação Cerberus.
Em 1941, os navios de superfície da Kriegsmarine realizaram surtidas de ataque ao comércio em apoio aos U-boats alemães na Batalha do Atlântico porem o domínio da frota de superfície da Marinha Real impedia que as unidades navais alemãs retornassem aos portos no mar Báltico ou para a Alemanha. Os navios sobreviventes, os encouraçados Scharnhorst e Gneisenau e o cruzador Prinz Eugen, atracados no porto de Brest na França, necessitavam porem retornar a Alemanha pois estavam sob pressão sob os ataques da RAF. A proximidade do porto de Brest com os campos de aviação da Força Aérea Real permitia que um grande número de surtidas fossem realizadas contra os alvos em rápida sucessão. 
Em dezembro de 1941, o Alto Comando da Força Aérea Alemã recebeu a ordem de formular um plano de superioridade aérea para a proteção de três navios capitais alemães para escapar da França para a Alemanha através do Canal da Mancha sendo que o General Adolf Galland realizou os preparativos para a operação. Tanto a operação Cerberus quanto sua operação de apoio, Donnerkeil , foram lançadas em 11 de fevereiro de 1942 sendo ambas um completo sucesso.

## Preparação

### Plano da Luftwaffe
O OKL não gostava da ideia de apoiar a operação Cerberus. Durante a reunião de 12 de janeiro de 1942, a Marinha exigiu o máximo de lutadores e ganhou o apoio de Hitler. O general Adolf Galland recebeu o poder executivo para a operação aérea, que recebeu o codinome Operação Donnerkeil. Para reunir força suficiente, algumas unidades de treinamento tiveram que ser mobilizadas. Para garantir apoio aéreo constante, os esquadrões foram obrigados a atingir um ritmo frenético de manutenção e preparação de aeronaves para sua próxima missão, para manter uma vigilância aérea constante sobre a força-tarefa, os mecânicos deveriam completar o rearmamento e reabastecimento em 30 minutos ou menos. Galland insistiu que as aeronaves das unidades aéreas deveriam ser divididas entre alta e baixa altitude para fornecer cobertura sonora. Cada surtida foi meticulosamente cronometrada para permitir aos caças exatamente 30 minutos sobre os navios, o suficiente para manter a cobertura e permitir que as unidades aliviadas se reabastecessem e se rearmassem e retornassem para iniciar o ciclo novamente. 

### Plano britânico
Tanto a RAF quanto o Comando Costeiro não acreditavam numa travessia em plena luz do dia no Canal da Mancha. A maior parte do Comando de Bombardeiros da RAF recebeu ordens para se prepararem para ações noturnas, essa ordem acabou por deixar totalmente despreparado o Comando de Bombardeios para atacar durante o dia. 

## Forças envolvidas

### Luftwaffe
A Luftwaffe contribuiu com cinco alas para a operação . Se utilizando de caças diurnos foram 3 alas (Jagdgeschwader 1, Jagdgeschwader 2, Jagdgeschwader 26) com o uso principal do Messerschmitt Bf 109 e Focke-Wulf Fw 190. A Nachtjagdgeschwader 1 também foi utilizada para o papel de superioridade aérea com seus Messerschmitt Bf 110. A Kampfgeschwader 2 operou em função de apoio, com ataques aos aeródromos da RAF. 

### RAF
Como forças antinavio a RAF contava basicamente com aeronaves Swordfish do Comando Costeiro, também contavam com os Beauforts (Esquadrões Nº 42, Nº 86 e Nº 217) mas para estes faltavam torpedos. Aeronaves Lockheed Hudson's (Esquadrões Nº 224 e Nº ) também foram utilizadas para reconhecimento. Ao todo o Comando de Bombardeiros da RAF contribuiu com cerca de 242 das 300 aeronaves disponíveis suas. O Comando de Caça da RAF comprometeu vários esquadrões para a operação( Esquadrões Nº 1 , 11, 19, 64, 65, 72, 41 , 91, 118, 128, 129, 137, 234, 316, 401, 403, 411 , 452,  485 e 607).

## Desenvolvimento
As 11 horas do dia 11 de fevereiro, a frota alemã iniciou a navegação de Brest para o Canal da Mancha até o Estreito de Dover. A mesma só foi detectada pela estação de radar em Fairlight, East Sussex às 10:15 do dia 12 de fevereiro, ao sul de Cap Gris Nez. A informação foi repassada a Força Aérea Real que iniciou um reconhecimento armado aéreo, Dois pilotos experientes, o capitão do grupo Francis Victor Beamish (10 vitórias) e o comandante de asa Finlay Boyd (14 vitórias), foram enviados em patrulha para investigar voando sob o canal em Spitfires, eles encontraram um grande número de Bf 109s protegendo uma grande frota de navios de guerra e mergulharam. Mantendo o silêncio do rádio, eles mantiveram sua descoberta até pousarem. Eles avistaram os navios às 10:42 e pousaram às 11:09. Logo depois, por volta das 12:16 , as primeiras ações navais começaram com o uso de lanchas torpedeiras e o alto comando britânico fora finalmente alertado. Galland ordenou que todos os voos baixos cessassem e permitiu que Max Ibel e sua equipe a bordo do Scharnhorst quebrassem o silêncio do rádio, Ibel então começou a direcionar os Fw 190 e Bf 109s para as unidades da RAF que se dirigiam para a área. As unidades da Luftwaffe ofereceriam proteção máxima pois os navios estavam bem próximos de diversos campos de pouso. 

### Principais ataques
A única unidade a efetivamente atacar os navios fora uma de Swordfish que localizaram os navios por acaso. Devido à baixa cobertura de nuvens, e a pesada cobertura dos caças alemães do JG 26 os seis Swordfish foram abatidos, nenhum acerto de torpedo foi realizado. Apenas cinco dos dezoito tripulantes dos Swordfish sobreviveram. Nenhum dos atacantes conseguiu atingir seus alvos.  Mais tarde, outra onda de 134-137 bombardeiros interceptou os navios entre 16h00 e 17h05. Sendo que apenas 20 tripulações conseguiram realizar seus ataques devido ao treinamento insuficiente (as tripulações do Comando de Bombardeiros não eram treinadas para atingir alvos navais móveis), uma base de nuvem baixa (700 metros) e a pouca visibilidade. Ao todo dos 242 bombardeiros que participaram das missões, é provável que apenas 39 tenham realizado ataques, embora seja possível que outros 16 tenham realizado ataques, sugerindo um total de 54 aeronaves que efetivamente lançaram suas bombas contra os navios. Desse total, 15 foram abatidos.  
O único sucesso que os britânicos conseguiram alcançar foi danificar tanto o Gneisenau quanto o Scharnhorst (este último seriamente) com o uso de minas. O Scharnhorst atingiu duas minas, uma às 14:31 e outra às 21:34. O Gneisenau também atingiu uma mina às 18:55. Ambos os navios se recuperaram e seguiram em frente. O Scharnhost foi parado na água com o motor danificado após acertar a primeira mina. O segundo e o terceiro acertos de minas ocorreram após o anoitecer, o que permitiu a ambas as embarcações evitar novos ataques. O último avistamento dos navios pela RAF ocorreu às 18:00.   

## Consequências
A Operação Donnerkeil foi um grande sucesso para a Luftwaffe.  A medida do sucesso não estava na proporção de perdas, mas no fracasso da RAF e da Marinha Real em interceptar ou pelo menos infligir graves danos aos navios de guerra alemães. As escassas forças comprometidas pela Marinha foram repelidas facilmente pelos navios de guerra alemães e suas escoltas. O forte fogo defensivo havia oferecido uma defesa útil contra ataques aéreos, mas a defesa aérea alemã conseguiu, junto com o mau tempo, interromper os ataques da RAF aos navios.